# Murcia-Rundfahrt 2006
Die 26. Murcia-Rundfahrt fand vom 1. bis 5. März 2006 statt. Das Radrennen wurde in fünf Etappen über eine Distanz von 643,2 Kilometern ausgetragen. Das Rennen gehört zur UCI Europe Tour 2006 und ist dort in die Kategorie 2.1 eingestuft.
Auf der vierten Etappe zum 1.150 Meter hoch gelegenen Alto del Collado Bermejo in der Sierra Espuña eroberte sich der spätere Gesamtsieger Santos González das Spitzenreitertrikot. Auf der Königsetappe suchte auch der Vorjahressieger Koldo Gil 2005 die Entscheidung. Die restlichen Etappen bis auf das Einzelzeitfahren rund um Jumilla wurden durch Sprints im gesamten Feld oder in kleineren Gruppen entschieden.

## Etappen
| Etappe    | Tag     | Start – Ziel                        | km    | Etappensieger         | Führender           |
| --------- | ------- | ----------------------------------- | ----- | --------------------- | ------------------- |
| 1. Etappe | 1. März | Murcia – Las Torres de Cotillas     | 162,2 | Heinrich Haussler     | Heinrich Haussler   |
| 2. Etappe | 2. März | Alcantarilla – Alhama de Murcia     | 172,4 | Alejandro Valverde    | Ángel Vicioso       |
| 3. Etappe | 3. März | Jumilla – Jumilla (EZF)             | 021,3 | José Iván Gutiérrez   | José Iván Gutiérrez |
| 4. Etappe | 4. März | Caravaca – Alto del Collado Bermejo | 148,6 | Carlos García Quesada | José Iván Gutiérrez |
| 5. Etappe | 5. März | Murcia – Murcia                     | 138,7 | Heinrich Haussler     | José Iván Gutiérrez |